# Kopchitchin Indian Reserve 2
Kopchitchin Indian Reserve 2 är ett reservat i Kanada.   Det ligger i provinsen British Columbia, i den södra delen av landet, 3 400 km väster om huvudstaden Ottawa.
I omgivningarna runt Kopchitchin Indian Reserve 2 växer i huvudsak barrskog. Runt Kopchitchin Indian Reserve 2 är det mycket glesbefolkat, med 4 invånare per kvadratkilometer.